# 김은중 (작가)
김은중(1972년~)은 대한민국의 동화 작가이다. 2010년에 《도둑 왕이 도둑맞은 것》으로 제1회 김만중문학상을 수상했으며, 2011년 단편동화 《마법을 부르는 마술》로 제9회 푸른문학상 새로운 작가상을 수상했다.